# حسين علاء حسين
حسين علاء حسين (بالإنجليزية: Hussein Alaa Hussein)‏؛ مواليد 4 أغسطس 1987 في بغداد، العراق، هو لاعب كرة قدم عراقي. يلعب كمدافع.